# Bùi Đức Xuân
Bùi Đức Xuân (sinh năm 1967) là thẩm phán cao cấp người Việt Nam. Ông hiện giữ chức vụ Phó Chánh án Toà án Nhân dân cấp cao tại TP. Hồ Chí Minh.

## Tiểu sử
Bùi Đức Xuân sinh năm 1967, quê quán tại xã Khánh Cư, huyện Yên Khánh, tỉnh Ninh Bình.
Ông có bằng Đại học pháp lý chuyên ngành kinh tế.
Ông là đảng viên Đảng Cộng sản Việt Nam.
Đầu tháng 1 năm 2015, Bùi Đức Xuân, Phó Chánh án Tòa án nhân dân tỉnh Tây Ninh, được bổ nhiệm giữ chức vụ Chánh án Tòa án nhân dân tỉnh Tây Ninh thời hạn 5 năm.
Tháng 7 năm 2020 ông được điều động, bổ nhiệm làm Phó Chánh án Toà án Nhân dân cấp cao tại Thành phố Hồ Chí Minh